# هراکلیتوس
هراکلیتوس، هراکلیت یا هرقلیطوس ‎(به یونانی: Ἡράκλειτος ὁ Ἐφέσιος ,Hērákleitos ho Ephésios)‏ (۴۷۵–۵۳۵ ق. م) از فیلسوفان ایونیایی دورهٔ پیشا سقراطی است، که بنا بر گفتهٔ کاترین آزبورن نویسنده و فیلسوف انگلیسی می‌توان او را تأثیرگذارترین فیلسوفِ این دوره نامید. وی شاهزادهٔ اِفِسوس بود و می‌بایست فرمان‌روای اِفِسوس می‌شد، اما از این سِمَت به نفعِ برادرش کناره گرفت. او از همشهریانش بیزاری می‌جست، و آنان را مورد تحقیر و توهین قرار می‌داد. وی حتی هومر و فیثاغورس که پیش از خودش می‌زیستند را نیز از نقد و تحقیر مستثنی نمی‌کرد و معتقد بود هومر را بایستی از میانِ صفحاتِ کتاب بیرون کشید و تازیانه زد. هراکلیتوس به همین دلیلِ بیزاری از مردم، محل اقامتش را ترک کرد و در کوه‌ها و دشت‌ها زندگی‌اش را ادامه داد. وی در این مدت، از گیاهانِ کوهی تغذیه می‌کرد، که همین عمل، باعثِ ابتلایش به بیماری استسقا شد که از همان بیماری نیز درگذشت.
هراکلیتوس پایداری و ثبات در عنصرهای جهان را رد می‌کرد و معتقد بود همه چیز در جهان در سیلان است؛ تا آنجا که وی گفته‌است: «هیچ‌کس نمی‌تواند در یک رودخانه دوبار گام بنهد». با وجود تغییر و سیلانی که از نظر هراکلیتوس در تمامیِ چیزهایِ جهان وجود دارد، وی لوگوس را تنها چیزِ ثابت و ایستای جهان می‌دانست. پژوهشگران لوگوسِ مورد اشارهٔ هراکلیتوس را «قانونِ حاکم بر جهان» می‌دانند. قانونی که تضاد، نمودِ اصلیِ آن است. ستیز و کشاکش میانِ اضداد، از نظر هراکلیتوس یگانه واقعیت و عدالتِ جهانی بود. به همین ترتیب، هراکلیتوس حتی جنگ را نیز عدالت و امری عمومی می‌دانست. وی را به دلیلِ نظری که در موردِ ستیز اضداد داشت، پایه‌گذار دیالکتیک می‌دانند.
هراکلیتوس با دین‌هایِ رایج در زمان خود میانه‌ای نداشت و به آن‌ها بی‌اعتقاد بود. گویا وی دینی مخصوص به خود داشته که گونه‌ای از همه‌خدایی بوده‌است. برتراند راسل معتقد است اگر هراکلیتوس از عمومِ مردم متنفر نبود و از آنان دوری نمی‌جست، حتی می‌توانسته یک مصلح دینی باشد. از لحاظ اخلاقی نیز هراکلیتوس، اخلاقِ ریاضتکشی در مقابلِ شهوات را می‌ستود. از نظر او روحِ انسان از آتش و آب تشکیل شده، و روح با رفتنِ به دنبالِ شهوات، مرطوب شده، و از عنصرِ آتش‌اش کاسته می‌شود. به عبارتی وی معتقد بود رفتن به دنبالِ شهوات، مساوی با مرگِ نفس است.
گفته می‌شود هراکلیتوس در زمان حیاتش کتابی با نام دربارهٔ طبیعت نگاشته بود، اما از آن کتاب تنها تعداد ۱۳۰ پاره در نوشته‌های نویسندگان بعدی به‌جامانده، که گاهی تنها از یک جمله تشکیل شده‌اند. بنابر گفتهٔ مورخان، این کتاب از سه بخش به‌نام‌هایِ طبیعیات، اخلاق و سیاست تشکیل شده‌بود.
به هراکلیتوس در یونانِ باستان، لقبِ فیلسوفِ تاریک داده‌بودند. دلیلِ دادنِ این لقب به هراکلیتوس، بیانِ ناروشن، و ابهام‌آمیزِ وی بود. چنانچه حتی سقراط و ارسطو نیز به ابهامِ گفتارِ وی اشاره کرده‌اند. هراکلیتوس بر فیلسوفانِ پس از خود تأثیراتِ بسیاری گذاشت. افلاطون در دورانِ جوانی، در مکتبِ کراتولوس که از جانشینانِ هراکلیتوس بود، آموزش دیده‌بود، و به همین دلیل می‌توان او را شاگردِ غیر مستقیمِ هراکلیتوس دانست. ارسطو معتقد است تأثیری که افلاطون از فلسفهٔ هراکلیتوس گرفت، موجبِ شکل‌گیریِ نظریهٔ مثل گردید. هگل نیز معتقد است که در کتابِ منطق‌اش، از تمامیِ گزاره‌های هراکلیتوس تأثیر گرفته‌است.

### تولّد و جوانی

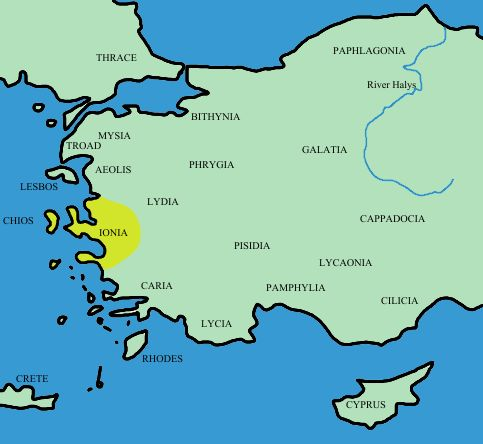
نقشهٔ منطقهٔ باستانی ایونیه واقع در آسیای کوچک

## سبک گفتار

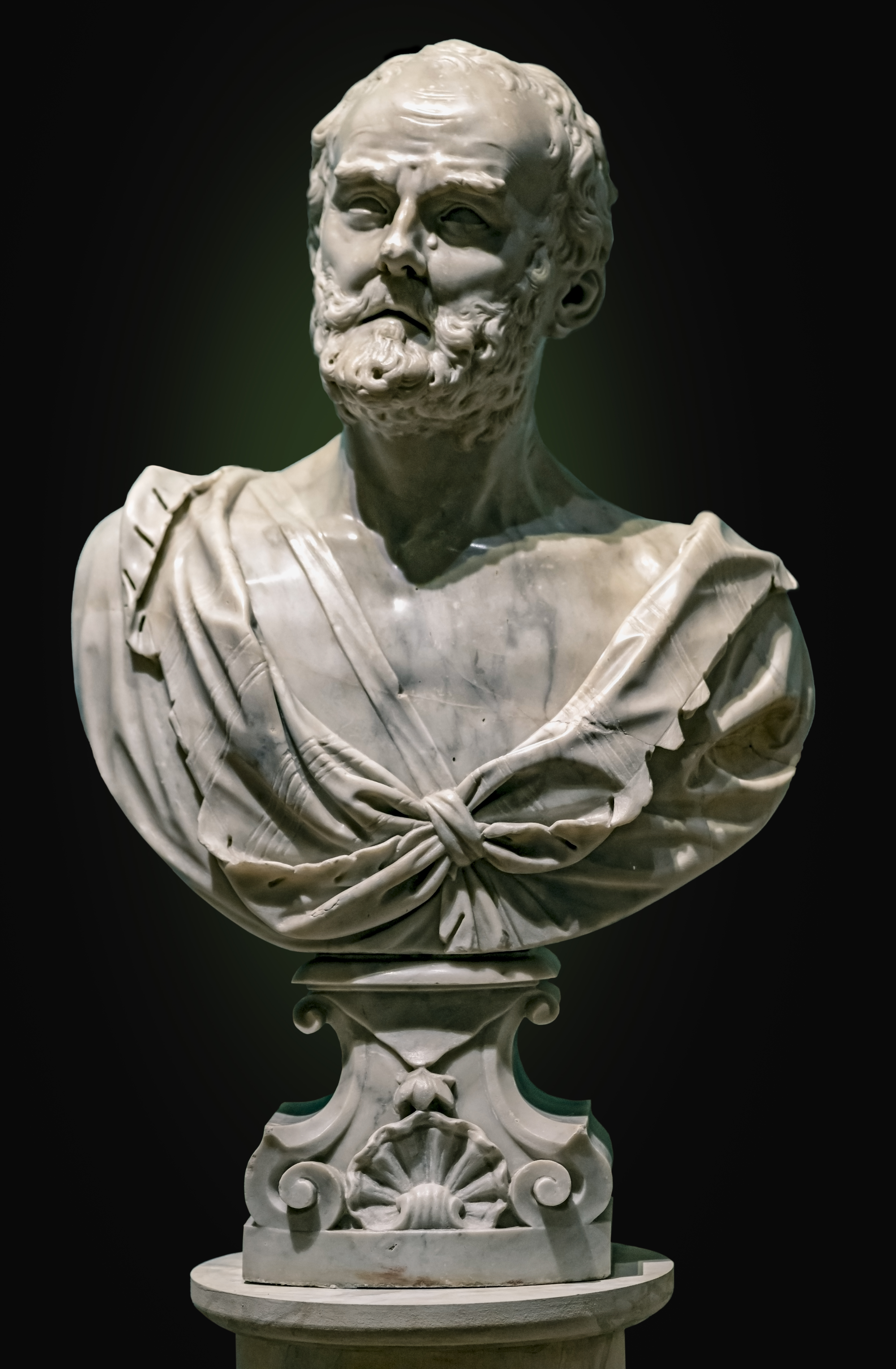
سردیس هراکلیتوس اثر جوزف تورتو، هنرمند ونیزی قرن هفدهم

## فلسفه

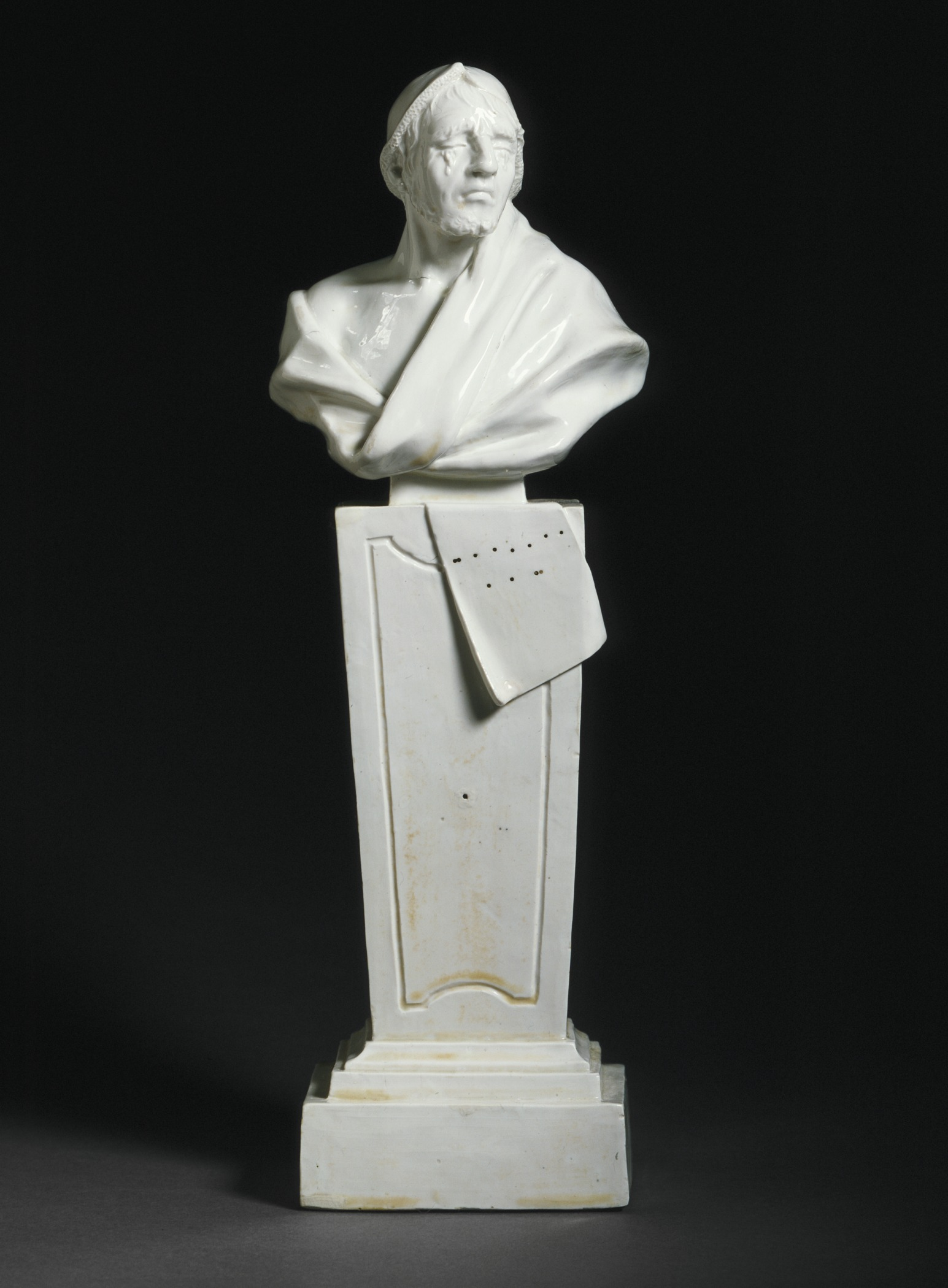
نیم‌تنهٔ هراکلیتوس با نامِ «فیلسوف گریان» اثر یوهان کریستوف لودویگ لاک، ۱۷۵۷ م.

### آتش

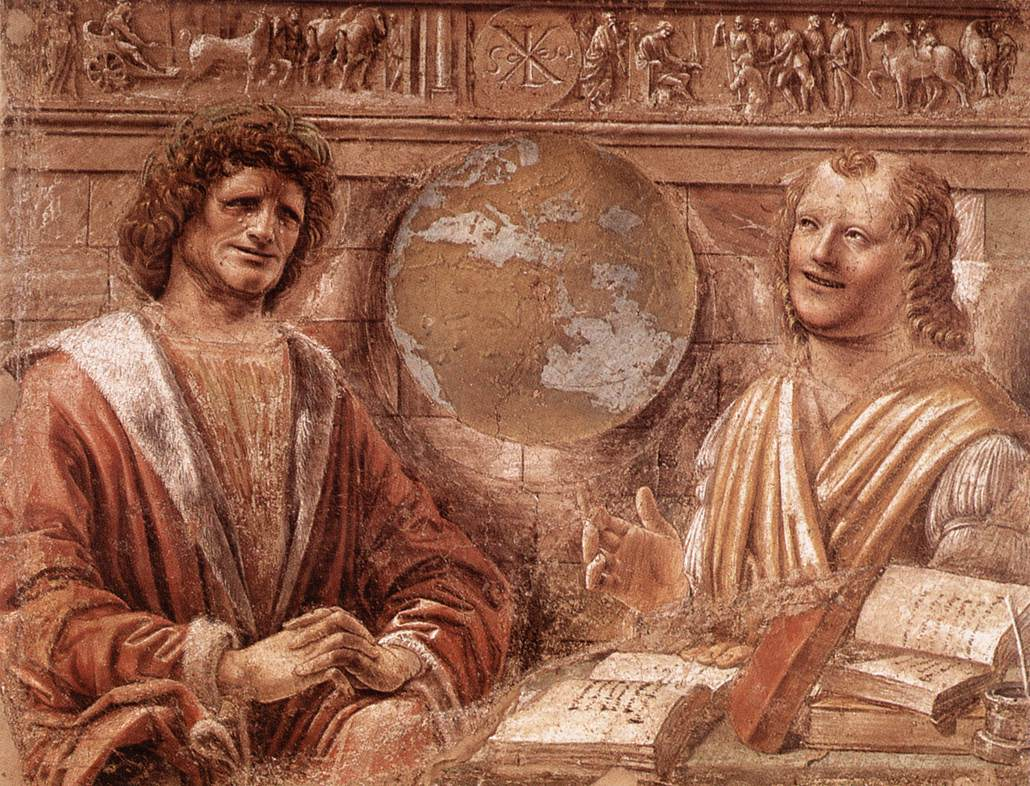
هراکلیتوسِ گریان و دموکریتوس خندان، اثر دوناتو برامانت

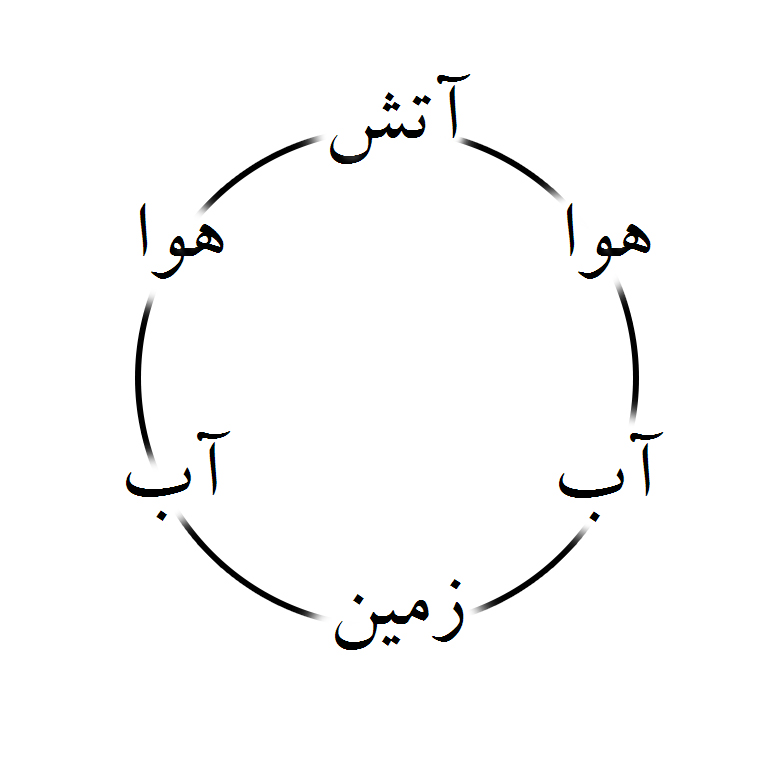
چرخهٔ عناصر در نظر هراکلیتوس، طبق گفتهٔ داریوش درویشی.

### یگانگی اضداد

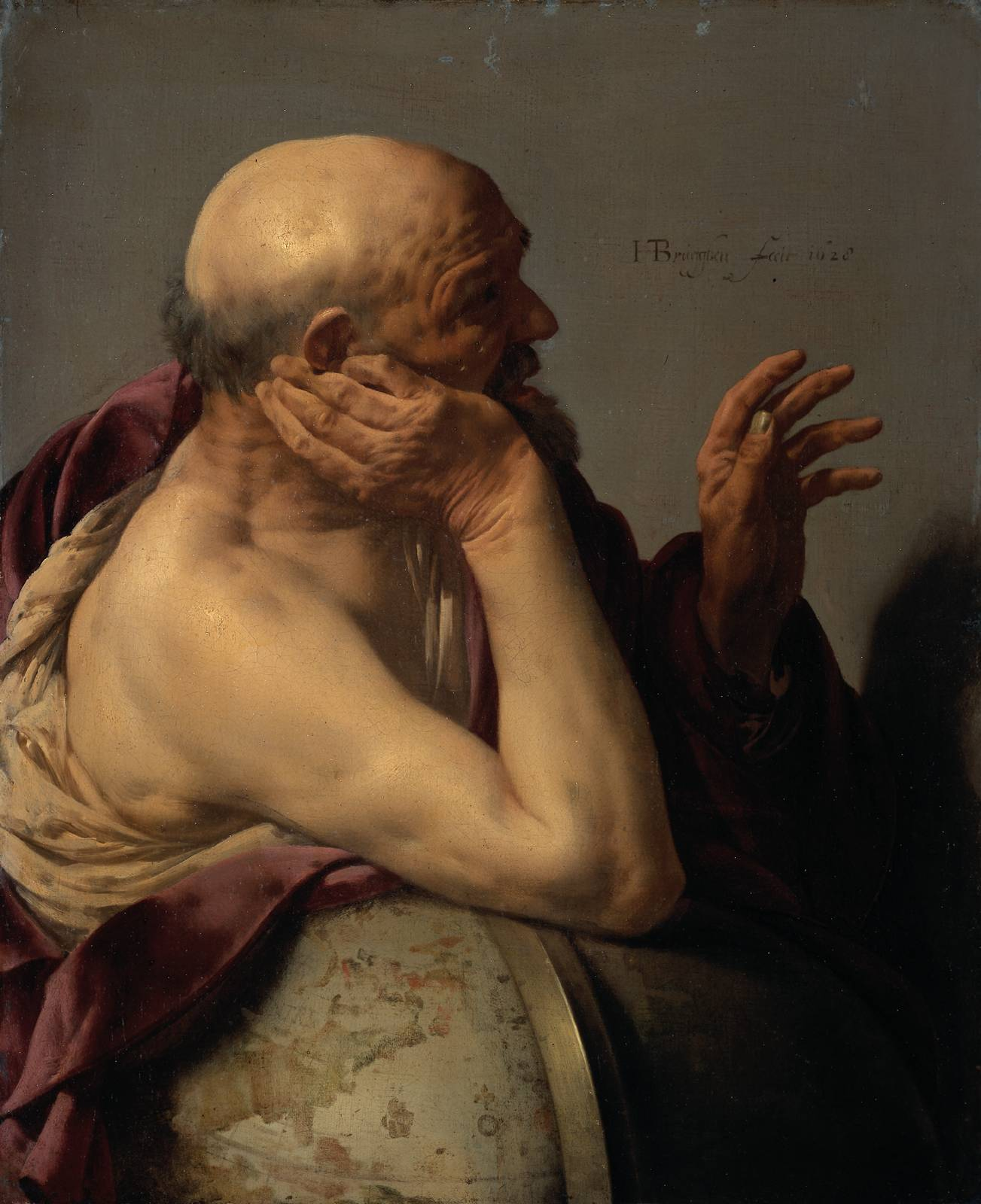
نقاشی‌ای خیالی از هراکلیتوس، کشیده شده توسط هندریک تر بروخن با رنگ روغن در سال ۱۶۲۸

## ستاره‌شناسی

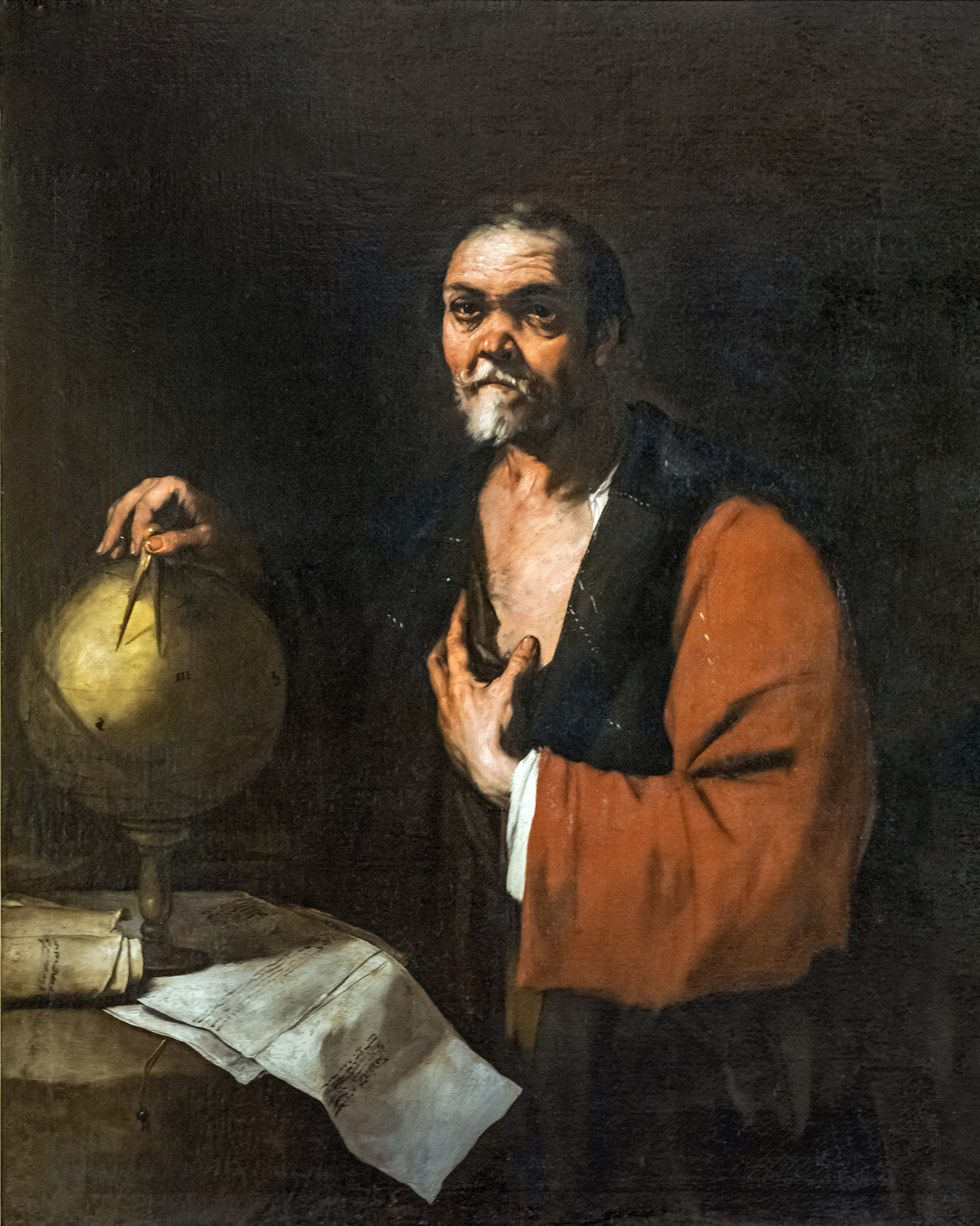
تصویری از هراکلیتوس اثر لوکا جوردانو (هنرمند ناپلی قرن هفدهم) که او را با پرگاه و کره نشان می‌دهد.